# 歐盟碳邊境調整機制
歐盟碳邊境調整機制（英語：Carbon Border Adjustment Mechanism，簡稱CBAM）是種環保關稅，針對輸入歐盟的鋼鐵、水泥和某些電力等碳密集型產品予以徵收。它包含於歐洲綠色協議之中。於2023年5月17日生效，預備於2026年開始實施，但相關進口者自2023年8月即須開始報告與註冊。
CBAM在歐洲議會中以450票贊成、115票反對及55票棄權後獲得通過。
英國預定將於2027年施行與CBAM類似的環保關稅。

## 內容

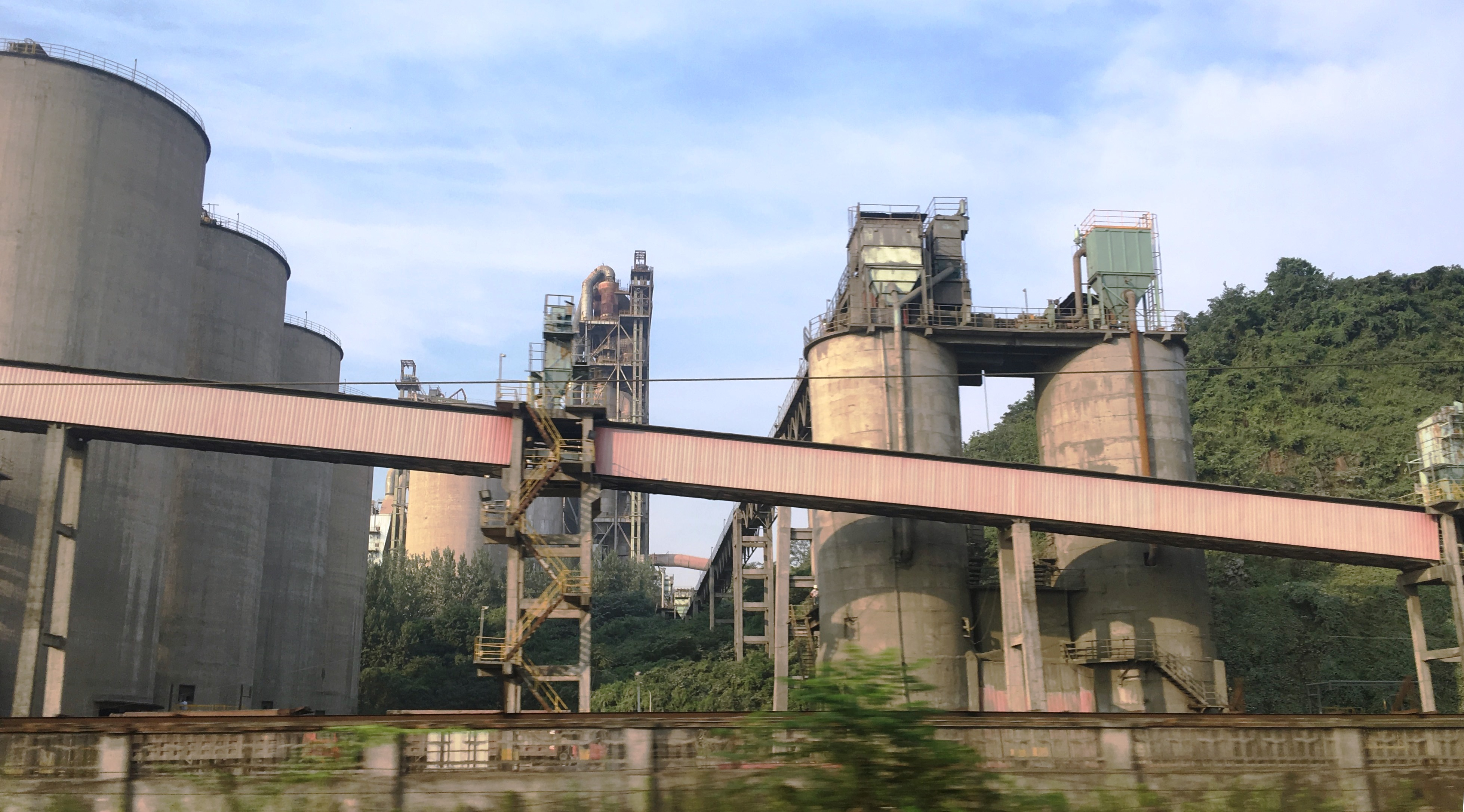
位於中國南京市棲霞區的一座水泥廠。預定從2026年起，歐盟業者必須繳納邊境碳稅（CBAM）方得進口中國的水泥。

CBAM證書的價格與2005年推出的歐盟排放交易體系（EU ETS）下的歐盟碳配額（參見碳定價）市場價格掛鉤。制定CBAM的目的在防止於沒碳定價機制的國家中發生碳洩漏情事，同時也會停止提供免費碳配額給歐盟中的一些碳密集產業。此類措施應有加速氣候變化緩解進程的作用。
歐洲聯盟理事會與歐洲議會於2022年12月達成臨時性政治協議後，預計CBAM將於2023年10月1日生效，並依循下述幾個階段進行:
從2023年10月到2025年底的過渡階段：針對鋁、水泥、電力、化學肥料、氫氣和鋼鐵等6項大交易數量的碳密集型行業產品，進口商需要報告產品相關溫室氣體排放量。監管機構在此過渡階段也會研究是否可將其他產品加入清單中，例如前述6項的某些下游產品。
從2026年初開始，這6項產品的進口商將開始根據歐盟排放交易系統的碳配額價格，為產品繳納邊境碳稅（環保關稅）。
到2030年，歐盟排放交易體系中涵蓋的所有品項在進口時均須繳納邊境碳稅。
到2034年，將全面取消歐盟相關產業的免費碳配額，全面實施CBAM之後，歐洲本地公司與進口商之間將不會有不公平的競爭環境存在。 
為解決發生碳洩漏的"雙輸"局面，即歐盟產業因採取氣候行動而普遍喪失競爭力，從氣候保護的角度看未因此得到任何好處，CBAM要求目標商品的進口商須購買足夠數量的"CBAM證書"以涵蓋其輸入產品中隱含的溫室氣體排放量。因CBAM的主要目的是避免產生碳洩漏，而會對所涵蓋的進口產品徵收與EU ETS下對歐盟內部生產商徵收的相同碳價格。換句話說，歐盟將讓進口商承擔與歐洲生產商相同的監管成本。
根據CBAM第6條，進口商必須製作"CBAM申報"，其中包含貨物數量、內含溫室氣體排放量以及邊境碳稅繳納證明。
附件一將要徵收邊境碳稅的商品列出，包括水泥、電力、化學肥料（如硝酸、氨、鉀）、鋼鐵（包括罐、桶、貨櫃）和鋁。
附件二明確指出CBAM不適用於歐洲經濟區中的四個非歐盟成員國，即冰島、列支敦士登、挪威和瑞士。
附件三列出計算隱含溫室氣體排放量的方法。
進口商被要求為其進口產品中的隱含排放量支付稅款，取得CBAM證書，而增加其成本，因之其盈利能力會被降低。

## 辯論
歐盟實施CBAM的目的是為解決碳洩漏問題，讓歐洲企業能與來自歐盟以外，但缺乏碳定價機制的經濟體所生產的廉價商品進行公平競爭。預計受CBAM影響最深的貿易夥伴將會是俄羅斯、中國、土耳其、烏克蘭、巴爾幹半島國家以及莫三比克、辛巴威和喀麥隆。此機制容許歐盟可單方面對來自不符合歐盟環境標準國家的進口產品徵收邊境碳稅。

### 合規與監控
然而在執行CBAM時需要一恰當合規框架以確保透明度、準確性和有效性。首先是歐盟應制定明確、客觀的環境標準，企業必須滿足這些標準才能避免受到徵稅。而這類標準應根據國際公認的方法和基準制定。此外，還應定期審查和更新，以反映氣候變化緩解領域的最新技術進展。有此標準後，歐盟可確保相關企業清楚瞭解需要如何配合CBAM的要求。
其次是歐盟應要求企業提交有關碳排放和能源消耗的詳細數據，數據須經獨立第三方驗證，以確保其準確性和可靠性。未能提供準確數據的企業應受到懲處和罰款。歐盟還應建立一報告框架，讓企業能以標準化和一致性的方式報告其碳排放和能源消耗。報告框架應與現有的國際標準相容。
第三，歐盟應建立健全的核實和執行機制，以確保CBAM要求能被遵守。也應包括定期審核企業排放資料，以及對其生產設施進行現場檢查。不合規的企業應受到制裁，例如罰款、扣押產品或排除其與歐盟市場交易的資格。此外，歐盟應建立投訴機制，允許厲害相關者如非政府組織或競爭對手舉報可疑的碳排放，或其他可能違反CBAM規定的行為。

### 與世貿組織規定相容與不得歧視

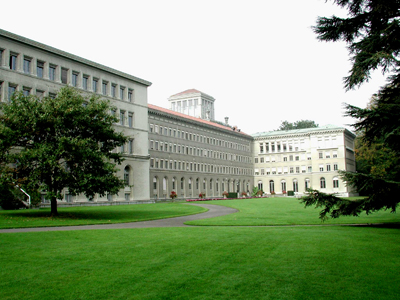
在瑞士日內瓦的世界貿易組織總部。

根據渥太華大學的兩位法律學者表示歐盟應確保CBAM與各國在世貿組織 (WTO) 下的國際義務一致，表示該機制不應歧視任何特定國家或違反自由貿易原則。歐盟也應與其貿易夥伴（包括中國和美國等主要排放國）進行建設性對話，以確保CBAM符合全球氣候目標，且不會造成不必要的緊張局勢或貿易爭端。

全球各地施行碳交易與碳稅分佈狀況（2021年）
已經或預定將實施碳交易
已經或預定將徵收碳稅
考慮施行碳交易或碳稅

### 歐盟以外國家的碳定價獎勵措施
如果歐盟以外的國家已經或將制定自己的碳定價政策，"這些國家將可不用負擔歐盟的邊境碳稅，並將獲得的碳定價收入保留，以供該國自己的脫碳措施使用"。
邊境碳稅尚未被提議適用於其他的廣泛產品或服務，例如汽車、服裝、食品和動物產品（包括導致森林砍伐的產品）、航運、航空或需進口的天然氣、石油和煤炭。
有人認為CBAM不僅可讓公司減少排放，還可激勵其他國家（例如缺乏聯邦級碳定價機制的美國）建立類似機制以助於減少溫室氣體排放。 to create similar mechanisms.一些研究報告撰寫者甚至認為（如諾貝爾經濟學獎得主威廉·諾德豪斯所提）CBAM是成立全球氣候俱樂部的起點。
截至2023年11月，印度工商部部長比尤西·果耀稱其正考慮徵收印度本身的碳稅，以將收入保留在自己的國家財政預算中。
根據亞洲開發銀行的報告，CBAM只會減少一點點排放量（且很快就會被碳密集型產業增加的排放所抵消），同時會損害歐盟的進口。報告指出"實施減排技術共享的機制會比CBAM更為有效"。

### 開發中國家
根據於荷蘭阿姆斯特丹的一位法律學者表示，歐盟應向最不發達國家（LDC）提供足夠的支持，幫助他們遵守CBAM。措施有技術援助、能力建構或提供財務激勵以投資於低碳技術。歐盟透過此類支持可確保企業擁有向低碳經濟轉型所需的資源和知識，同時又可避免碳洩漏的風險。另一位研究報告撰寫者提出國家向低碳經濟轉型需要技術和投資，因而已開發國家需要對全球南方（Global South，參見南北分歧）國家進行投資。提出的解決方案包括技術轉移和永續金融。

## 外部連結
- Carbon Border Adjustment Mechanism proposal （页面存档备份，存于）